# 巴西珠母麗魚
巴西珠母麗魚，（學名：Geophagus brasiliensis），又稱：巴西珠母麗慈鯛、西德藍寶石，為輻鰭魚綱鱸形目隆頭魚亞目慈鯛科的其中一種，分布於南美洲巴西東部、南部及烏拉圭的淡水流域，體長可達28公分，棲息在河川中底層水域，生活習性不明，可作為觀賞魚，被引入美國、澳洲、菲律賓及台灣，而成為其幾個地方的入侵物種。

## 擴展閱讀
維基物種上的相關：巴西珠母麗魚